# 니사르가닷타 마하라지

'내가 있음'을 인지하여 스스로를 엄격하게 확립하여라. 이것이 모든 헌신의 시작이며 끝이다.

니사르가닷타 마하라지(1897.4.17 – 1981.10.8)는 나브나트 삼프라다야와 링가야트 시바파의 스승들의 계통인 인체게리 삼프라다야에 속한 비이원론의 인도 구루이다.
모리스 프리드먼이 그의 마라티에서의 설파를 영어로 번역하여 1973년에 출간한 아이 앰 댓은 전세계적으로, 특히 북미와 유럽에서 유명해졌고 그의 추종자를 만들어냈다.

## 생애

### 생애 초기
니사르가닷따는 1897년 4월 17일에 봄베이에서 쉬브람판트 캄블리와 파르바티바이 사이에서 태어났다. 그가 태어난 날은 하누만 탄신일과 겹쳤고, 그래서 소년은 아버지에 이어 '마루티'라는 이름을 받았다. 그의 부모님은 비토바를 예배하는 평등주의 비슈누교적 박티 전통인 바르카리 삼프라다야의 추종자였다. 그의 아버지 쉬브람판트는 뭄바이에서 가정집의 하인으로 일했고 후에 칸달가온에서 소농이 되었다.
마루티 쉬브람판트 캄블리는 마하라슈트라 라트나기리의 작은 마을 칸달가온에서 두 명의 형제, 네 명의 자매, 종교적 수양이 깊은 부모와 함께 자라났다. 그는 아버지가 죽은 후 1915년에 집에 있는 가족들을 부양하기 위해 형을 따라 봄베이로 떠났다. 그는 처음에는 사무실의 하급 사원으로 일했지만 얼마 지나지 않아 주로 비디 – 이파리를 둘둘 만 인도식 담배를 파는 작은 상품점을 열었고, 곧 여덟 개의 소매점을 소유하게 된다. 그는 1924년에 수마티바이와 결혼했고 세 명의 남매를 두었다.

### 사드하나
1933년에 그의 친구 야슈완트라오 박카르가 그의 스승이 될 나브나트 삼프라다야의 인체지리 분파의 책임자 싯다라메쉬와르 마하라지를 소개했다. 그의 스승은 그에게 말했다. "너는 네가 네 자신이라고 여기는 것이 아니다..." 싯다라메쉬와르는 그를 인체지리 삼프라다야에 입문시켰고, 그에게 명상에 대한 교육과 만트라를 선사했으며, 그는 즉시 이를 암송하기 시작했다. 싯다라메쉬와르는 니사르가닷따에게 그가 문자 그대로 따른 자아성찰에 대한 조언을 선사했고, 니사르가닷따는 훗날 다음과 같이 말했다:
내 스승은 나에게 '내가 있음'을 느끼도록 노력하며에 다른 것에는 주의를 두지 말 것을 요구하였다. 나는 그냥 순종했다. 나는 어떠한 호흡, 명상, 경전 공부에 대한 과정도 밟지 않았다. 나는 무슨 일이 일어나든 그것에 대해 관심을 끊고 '내가 있음'에 대한 느낌을 유지하였다. 이것은 너무 간단하거나 심지어 조잡한 것처럼 보일 수 있다. 내가 이것을 행한 유일한 이유는 내 스승이 하라고 했기 때문이다. 하지만 이것은 효과가 있었다!

"내가 있음"을 느끼는 데 집중하라는 스승의 조언을 따라, 그는 다년 간 모든 짜투리 시간을 정적 속에서 자신을 바라보는 일에 쏟았고, 명상을 수련하고 종교적인 바쟌을 노래하였다:
내 구루가 나에게 말했다: "... '나는' 이 '나는 이것이다' 또는 '나는 저것이다' 로 오염되기 전의 순수함에 머물러 있는 순수한 존재의 상태로 돌아가라. 너의 고통은 잘못된 자기동일시에서 비롯된다 - 그것들을 전부 버려라." 내 구루는 내게 말했다. "나를 믿어라. 내가 말하건대, 너는 신성 그 자체다. 그것을 절대적인 진실로서 받아들여라. 너의 즐거움, 너의 고통 또한 신성이다. 모든 것은 신으로부터 온다. 그것을 언제나 기억해라. 너는 신이고, 너의 의지는 스스로 이루어진다." 나는 그를 믿었고 곧 얼마나 그것이 진실된지, 그의 단어가 얼마나 정확한지 깨달았다. 나는 "나는 신이다, 나는 불가사의하다, 나는 초월자이다." 라고 생각하여 마음을 다스리지 않았다. 나는 단순히 순수한 존재에 대한 마음, "내가 있음"에 집중하여 그 상태에 머물러있으라는 그의 조언을 따랐다. 나는 마음 속에 "내가 있음" 이외엔 없는 상태로 수 시간을 앉아있곤 했으며, 곧 평화와 기쁨, 모든 것을 포용하는 깊은 사랑이 나의 기본적인 상태가 되었다. 그 속에서 내 자신, 내 구루, 내가 살아가는 삶, 내 주변의 세계—모든 것이 사라졌다. 평화와 헤아릴 수 없는 정적만이 남아있었다. (아이 앰 댓, Dialogue 51, 1971. 4. 16).

2년 반에 가까운 가르침 후에, 싯다라메쉬와르 마하라지는 1936년 11월 9일에 죽었다. 마하라지는 1937년에 뭄바이를 떠나 인도 전역을 여행했다. 그는 여덟 달 후에 뭄바이의 가족에게로 돌아갔다. 여행을 마치면서 그의 마음의 상태가 바뀌었고, "더 이상 아무것도 잘못된 게 없다"는 것을 깨달았다. 그는 나머지 일생 동안 뭄바이에서 생계를 위해 상점 하나를 운영하였다.

### 후년
그는 1942년부터 1948년 사이에 아내 수마티바이의 죽음과 뒤이은 딸의 죽음으로 고통받았다. 그는 그의 스승 싯다라메쉬와르 마하라지로부터 개인적인 계시를 받은 후에, 1951년에 가르침을 설파하기 시작하였다.
니사르가닷따 마하라지는 1966년에 가게를 그만둔 후, 그의 집에서 방문객을 맞이하고 가르치기를 지속하였으며, 하루에 두 번 강연하였고, 이는 그가 1981년 10월 8일에 인후암으로 죽을 때까지 계속되었다.

## 가르침

### 가르침의 방식
니사르가닷따는 뭄바이 케트와디에 위치한 그의 초라한 연립주택에, 그가 제자와 방문객들을 맞이하도록 만들어진 중이층의 방에서 강연을 하고 질문에 답한다. 이 방은 매일의 찬송, 바쟌, 명상 시간, 대화에도 사용된다.

캐시 바우처는 인차지리 삼프라다야는 19세기 초반에 유파가 세워질 무렵부터 만트라 명상을 강조했지만, 스리 싯다라메쉬와르에 이르러 자기탐구를 강조하는 형태로 바뀌었다고 적었다. 그럼에도 불구하고,
스리 니사르가닷따 마하라지는 [...] 만트라는 단순한 소리가 아니며 삶의 어떤 상황에서도 울려퍼질 수 있는 절대적인 자체라는 근본적인 관점 하에서, 여전히 만트라 입문을 지도했다.

바우처는 니사르가닷따가 그의 서양 제자들에게 문답을 통해 맞춤형 교육 방식을 적용했다고 적었다. 마하라지의 말의 상당수가 녹음되었고, 아이 앰 댓 등의 몇 권의 책의 기반을 형성했다.

### 진정한 본성에 대한 인식

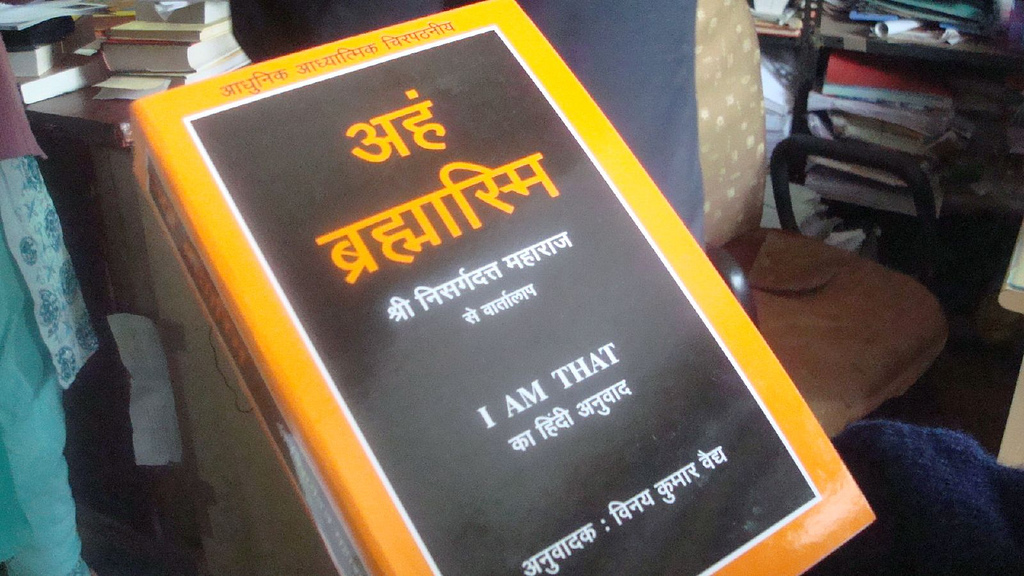
힌디어로 쓰여진 니사르가닷따의 "아이 앰 댓"

티모시 콘웨이에 따르면 니사르가닷따의 단 하나의 목적은 다음과 같다.
...탄생과 소멸이 없으며, 무한하며 영원한 절대적인 인식 파라브라만으로서의 우리의 정체성과, 보편적인 인식을 발휘하는 그 역할이 있다. 마하라지가 보기엔, 우리의 단 하나의 "문제", 그 상상이 불러일으킨 문제는 정체성에 대한 착각이다. 우리는 자신의 개별성을 전제하지만, 원래 근본적으로, 우리는 개인이 아니며, 본질적으로 언제나 단 하나의 절대성이다.

니사르가닷따는 다음과 같이 설명한다:
생명의 힘[프라나]과 마음은 [그들만의 목적]을 행할 따름이지만, 마음은 너에게 이것이 '너'라는 것을 믿도록 유혹할 것이다. 그러므로 너는 시공을 초월한 목격자라는 것을 언제나 이해하여야 한다. 그리고 마음이 설령 네가 활동하는 존재라고 말해줄지라도, 마음을 믿지 마라. [...] 기능하는 기관[마음, 몸]이 너의 원래의 본질에 다다를 수 있지만, 너는 그 기관이 아니다.

### 자기탐구
콘웨이는 절대성의 인식은 다음과 같이 얻어질 수 있다고 말한다.
... 극도로 명상적인 자아탐구 (아트마-비카라) 와 최상의 지혜-지식 (비즈냐나 또는 즈냐나) 을 거친 "나와 내 세계"라는 환상에서의 급진적인 비동일시. "나는 아트마-요가, 즉 '자아-지식'만을 알며, 그 이외는 모른다.... 나의 수행은 아트마-요가이며, 이는 자신에 대한 지각을 의미한다."

### 헌신과 만트라의 반복
니사르가닷따는 비이원적 진실에 대해 단지 지적인 관점만으로 접근하는 것에 비판적이었다. 그는 그의 스승을 향해 헌신적인 강한 열정을 보냈고, 그가 믿은 진리의 길로서 몇몇 방문자들에게 헌신의 길로서 박티 요가를 강조했고, 즈냐나 요가는 진리에 이르는 유일한 방편이 아니라고 말했다. 니사르가닷따는 구루와 신의 사랑, 만트라를 반복하고 종교적인 노래 바쟌을 부르는 행위 또한 강조했다.

### 경전
티모시 콘웨이에 따르면, 니사르가닷따는 자주 마라티 경전을 읽었다: 나트 성인 갸네쉬와르의 암리타누브하바와 냐네쉬와리 (기타 해설), 바카리 성인들, 그 중에서도 주로 에크나트의 바가바타(바가바타 푸라나의 개작 에크나티 바그와트), 사마르스 람다스의 다스보드, 투카람의 시 뿐만 아니라 요가 바시쉬타, 아디 샹카라의 논문들, 어떤 주요한 우파니샤드도 읽었다.

## 계통

### 제자들
그의 제자 중 제일 유명한 사람들은 모리스 프리드먼, 세일러 밥 아담슨, 스테판 하워드 올린스키(born January 31, 1950), 진 던, 알렉산더 스미트 (스리 파라브라마다따 마하라지) (1948-1998), 다우웨 티머스마 (1945. 1. 7 - 2013. 1. 3), 로버트 파월, 티모시 콘웨이, 웨인 다이어, 라메쉬 발세카르 (1917-2009)가 있다. 덜 알려진 제자는 1962년에 니사르가닷따에게 남 만트라를 받고 이후 19년 동안 스승과 함께하였으며, 이 계통으로의 입문을 제공하는 "인도인 중 유일한 스리 니사르가닷따 마하라지의 직계 제자" 라고 주장한 스리 라마칸트 마하라지 (1941. 7. 8 출생)가 있다. 마라티어로 니사르가닷따에 대한 연작을 출판하고 Master of Self Realization을 다시 출판한 사친 크쉬르사가르는 2011년 10월에 꿈에서 스리 니사르가닷따 마하라지로부터 남 만트라를 받았다고 말했다.

### 계승자들
데이비드 갓맨은 삼프라다야의 구루의 계승에 대한 니사르가닷따의 설명에 대해 다음과 같이 이야기한다:
나는 매일 여기에 앉아 너의 질문에 답하지만, 이것은 우리 유파의 스승들이 가르치는 방식이 아니다. 수백 년 전에는 어떠한 질문과 대답도 없었다. 우리들은 재가자 유파이며, 이는 모두가 밖에 나가 생계를 유지해야 한다는 것을 의미한다. 많은 수의 제자들이 구루와 만나 질문하는 모임 같은 건 없었다. 여행은 어려웠다. 버스나 기차, 비행기는 없었다. 예전에 구루는 제자들이 집에 머무르며 가족을 돌보는 동안 도보로 여행했다. 구루는 제자들을 만나기 위해 이 마을 저 마을 걸어다녔다. 삼프라다야에 들어갈 준비가 된 사람을 만났다는 생각이 들면, 그는 그 사람을 계승의 만트라로 입문시킨다. 이것이 유일한 가르침이다. 제자는 만트라를 반복하고 구루는 진척을 확인하기 위해 주기적으로 마을을 방문한다. 구루가 자신이 곧 죽을 것이라는 것을 알면, 그는 집에 머무르는 헌신적인 제자들 중 한 명을 다음 구루로 진행하고, 새로운 구루는 가르침의 의무를 떠안게 된다: 이 마을 저 마을을 떠돌아다니며, 새로운 제자를 입문시키고 기존의 제자들의 진전을 감독한다.

데이비드 갓맨에 따르면, 싯다라메쉬와르는 니사르가닷따가 "싯다라메쉬와르가 죽었을 때 스스로를 깨닫지 못했기 때문에" 계승자 지명을 허락하지 않았다. 니사르가닷따는 싯다라메쉬와르에게서 내적인 계시를 받은 이후 1951년에 다른 사람들을 가르치기 시작하였다. 니사르가닷따는 스스로를 다음과 같이 설명하였다:
나브나트 삼프라다야는 가르치고 실천하는 전통일 뿐이다. 이는 의식의 수준을 나타내지 않는다. 네가 나브나트 삼프라다야의 스승을 너의 구루로서 받아들인다면, 너는 그의 삼프라다야에 참여한 것이다. 보통 너는 그의 은총의 표시를 받는다 - 마주침, 접촉, 단어, 때로 생생한 꿈이나 강렬한 기억으로서.

## 참고 문서
- 모리스 프리드먼
- 라마나 마하르시
- 라메쉬 발세카
- 사마스 람다스
- 로버트 애덤스

## 메모
1. ↑  Samarth Ramdas (17th century), the author of the Dasbodh, an important scripture in the Inchegeri Sampradaya, was a devotee of Hanuman.
2. ↑  Nisargadatta himself said to a visitor:
I may talk Non-duality to some of the people who come here. That is not for you and you should not pay any attention to what I am telling others. The book of my conversations [I Am That] should not be taken as the last word on my teachings. I had given some answers to questions of certain individuals. Those answers were intended for those people and not for all. Instruction can be on an individual basis only. The same medicine cannot be prescribed for all.
Nowadays people are full of intellectual conceit. They have no faith in the ancient traditional practices leading up to Self-Knowledge. They want everything served to them on a platter. The path of Knowledge makes sense to them and because of that they may want to practice it. They will then find that it requires more concentration than they can muster and, slowly becoming humble, they will finally take up easier practices like repetition of a mantra or worship of a form. Slowly the belief in a Power greater than themselves will dawn on them and a taste for devotion will sprout in their heart. Then only will it be possible for them to attain purity of mind and concentration.[web 3]

## 같이 보기
- 라마나 마하르시

### 웹 출처
1. ↑  “Biography of Nisargadatta Maharaj”. 2017년 6월 20일에 원본 문서에서 보존된 문서. 2018년 6월 22일에 확인함.
2. ↑  “S. Gogate & P.T. Phadol, Meet the Sage: Shri Nisargadatta, p. 5 (1972)”. 2009년 3월 3일에 원본 문서에서 보존된 문서. 2018년 6월 22일에 확인함.
3. 1 2 3 4 5 6 7 8 9 10 11 12 13 14 15 16 17  Timothy Conway, Sri Nisargadatta Maharaj (1897-1981), Life & Teachings of Bombay's Fiery Sage of Liberating Wisdom, enlightened-spirituality.org
4. ↑  Detailed Biography
5. ↑  Sri Nisagdatta bio at advait.org 보관됨 3 1월 2008 - 웨이백 머신
6. ↑  Sri Nisargdatta Quote 보관됨 17 1월 2008 - 웨이백 머신
7. ↑  Guru's teachings
8. ↑  Sri Nisargdatta bio in innerquest.org
9. ↑  It Is Not Real
10. ↑  Shri Ramakant Maharaj, Information
11. ↑  Interview with Ramakant maharaj
12. ↑  Shri Ramakant Maharaj
13. ↑  Marathi books
14. 1 2  David Godman, Remembering Nisargadatta Maharaj

## 참고 문헌
- Stephen Howard Wolinsky, I Am That I Am: A Tribute to Sri Nisargadatta. 2000. ISBN 0-9670362-5-9.
- Peter Brent, Godmen of India. NY: Quadrangle Books, 1972, pp. 136–40.
- S. Gogate & P.T. Phadol, Meet the Sage: Shri Nisargadatta, Sri Sadguru Nisargadatta Maharaj Amrit Mahotsav Samiti, 1972.
- Neal Rosner (Swami Paramatmananda), On the Road to Freedom: A Pilgrimage in India, Vol. 1, San Ramon, CA: Mata Amritanandamayi Center, 1987, pp. 212–8.
- Ramesh Sadashiv Balsekar, Explorations into the Eternal: Forays from the Teaching of Nisargadatta Maharaj . 1989. ISBN 0-89386-023-9.
- Ramesh Sadashiv Balsekar, Pointers from Nisargadatta Maharaj. 1990 . ISBN 0-89386-033-6.
- Bertram Salzman, Awaken to the Eternal: Nisargadatta Maharaj: a Journey of Self Discovery. 2006. ISBN 1-878019-28-7.
- Saumitra Krishnarao Mullarpattan (died September 2012), The Last Days of Nisargadatta Maharaj. India: Yogi Impressions Books, 2007. ISBN 81-88479-26-8.
- Dasbodh – Spiritual Instruction for the Servant – Saint Shri Samartha Ramdas, Sadguru Publishing, 2010 ISBN 978-0-615-37327-0

## 영상
- Awaken to the Eternal, Nisargadatta Maharaj: A Journey of Self-Discovery. 1995.
- Tatvamasi – You Are That (2009), 87 min. Online